# Vierdaagse de Nimega
La Vierdaagse de Nimega (oficialment en neerlandès: Internationale Vierdaagse Afstandsmarsen Nijmegen) és una marxa que se celebra anualment a Nimega, Països Baixos, a partir del tercer dimarts de juliol. És un esdeveniment mundial de marxes organitzat per la KNBLO on els participants recorren distàncies de 30, 40 o 50 quilòmetres (a elecció) cadascun dels quatre dies.

## Els quatre dies
- El dia d'Elst és la primera de les quatre marxes i transcorre pel Betuwe, al nord de Nimega. A l'inici i al final de la marxa es creua el famós pont sobre el riu Waal.

- El dia de Wijchen és la segona marxa on es visiten Wijchen i Beuningen, dues poblacions a l'oest de Nimega. Aquesta marxa és un autèntic sedàs en la qual es retira la majoria dels participants que no s'han entrenat.

- El dia de Groesbeek és el tercer dia que transcorre per una ruta amb diversos pujols amb el conegut Zevenheuvelenweg (Passeig dels Set Pujols) com a punt àlgid. La ruta recorre una extensa zona al sud de Nimega, però es manté en el marge dret del riu Mosa.

- El dia de Cuijk és la ruta del quart i darrer dia i transcorre també al sud de Nimega però pel marge esquerre del Maas. Els vianants que recorren la marxa de 40 km, després de creuar el Mosa a l'altura de Heumen, arriben a la petita vila de Linden, que s'adorna cada any pels participants amb algun tema concret. Els participants de la marxa de 50 km encara han de recórrer un llaç passant pel pont i la vila de Grave, i per Gassel, per arribar, amb els participants de la marxa de 40 km, a Beers (ubicat a la província del Brabant del Nord). A continuació es passa per Cuijk, i es creua el Mosa per un pont de pontons. En arribar a Nimega, els participants desfilen pel Sint Annastraat (carrer de Santa Anna), que per a l'ocasió es rebateja com a Via Gladiola, on són rebuts pels d'espectadors i es fa entrega dels guardons.

## Les Festes
Nijmegen celebra 7 dies de festes durant la Vierdaagse, i rep diàriament la visita de més d'un milió de persones.

## Guardons

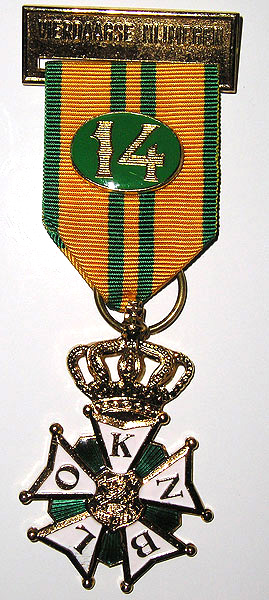
Creu d'or.

La Vierdaagse ofereix quatre premis:
- La Creu de la Vierdaagse
- La Medalla de Grup
- La Medalla de Cures
- El diploma (eliminat a partir de 2006)

Individus que han recorregut deu o més vegades les marxes reglamentàries, es converteixen en membres de la societat Gouden Kruisdragers Vierdaagse (Portadors de la Creu d'Or de la Vierdaagse).

## Història
El 1909 es va celebrar la primera vierdaagse, on els participants podien prendre part en 13 ciutats diferents. A l'any següent es va decidir que la vierdaagse se celebrés en una única ciutat. A partir de 1925 la ciutat organitzadora serà sempre Nimega. En 1928 es permet la participació a estrangers per primera vegada.
En la 90a edició, programada del 18 de juliol al 21 de juliol de 2006, el primer dia de l'esdeveniment unes 300 persones van tenir símptomes d'esgotament a causa de les altes temperatures, 30 van ser hospitalitzades i dues persones van morir. A conseqüència d'això, l'organització va decidir cancel·lar la resta de l'esdeveniment.